# Marlo Kelly
Pour les articles homonymes, voir Kelly.
Marlo Kelly est une actrice australienne. Elle se fait connaître grâce à son rôle de Skye Peters dans la série australienne Summer Bay (Home and Away) en 2015.

## Carrière
En 2019, elle est à l'affiche de la série Dare Me où elle incarne l'un des personnages principaux aux côtés de Willa Fitzgerald et Herizen Guardiola.

## Filmographie

### Cinéma

#### Courts-métrages
- 2016 : Vampire : Mira
- 2017 : Nobody Hangs Out Anymore : Poppy
- 2019 : Chlorine : Beth

### Télévision
- 2015-2016 : Summer Bay (Home and Away) : Skye Peters (43 épisodes)
- 2018 : Patricia Moore : Patricia Moore[3]
- 2019–2020 : Dare Me : Beth Cassidy (10 épisodes)
- 2022 : Joe vs. Carole : Jamie Murdock (7 épisodes)
- 2024 : Le Problème à trois corps[4] : Tatiana (8 épisodes)